# Sālān Gūch
Sālān Gūch (persiska: Sālānfūj, سالان گوچ, Sālānqūch) är en ort i Iran.   Den ligger i provinsen Khorasan, i den nordöstra delen av landet, 600 km öster om huvudstaden Teheran. Sālān Gūch ligger 1 544 meter över havet och antalet invånare är 337.
Terrängen runt Sālān Gūch är varierad. Runt Sālān Gūch är det ganska glesbefolkat, med 38 invånare per kvadratkilometer. Närmaste större samhälle är Qūchān, 16,8 km söder om Sālān Gūch. Trakten runt Sālān Gūch består till största delen av jordbruksmark.